# Barry McCrea
Barry McCrea (geboren am 15. Oktober 1974) ist ein irischer Literaturwissenschaftler und Schriftsteller.

## Biografie
McCrea wuchs in Dalkey im heutigen County Dun Laoghaire-Rathdown südlich von Dublin auf. Er besuchte eine private Jungenschule der Jesuiten bei Dublin und studierte anschließend von 1993 bis 1997 am Trinity College in Dublin Französische und Spanische Literatur. Er erwarb dort den BA und 2004 in Princeton den Ph. D. Seit 2004 lehrt McCrea an der Yale University Vergleichende Literaturwissenschaft.
McCrea verfasste unter anderem Essays zum Ulysses, über Exil und Allegorie bei Cortázar und über die Beziehung zwischen Bram Stokers Dracula und der romantischen Komödie. Anfang 2009 war eine Studie mit dem Titel Family and the Modern Novel, mit Kapiteln zu Dickens, Conan Doyle, Joyce und Proust, fertiggestellt, jedoch noch nicht veröffentlicht, in der McCrea die Entwicklung der Erzählformen im 19. und 20. Jahrhundert mit einer sich wandelnden Vorstellung von Familie in Verbindung bringt. Unter dem Arbeitstitel First Novels, Final Farewells entsteht eine weitere Studie über „firstness in fiction“. 2006 war McCrea Teilnehmer am Internationalen James Joyce Symposium in Budapest.
McCreas belletristisches Debüt war 2005 The First Verse, 2008 auf Deutsch unter dem Titel Die Poeten der Nacht im Aufbau-Verlag erschienen. Der Roman erzählt auf halb-autobiografischem Hintergrund eine Coming of Age-Geschichte im zeitgenössischen Dubliner Studentenmilieu, verbunden mit einer „Verneigung vor der Welt der Literatur“ in einem zunehmend magisch-fantastischen Ambiente.

## Auszeichnungen und Nominierungen
- 2004: Sidonie-Klauss award für die Dissertation
- 2005: Ferro-Grumley prize for fiction für The First Verse
- 2005: Nominierung für den Stonewall Book Award der American Library Association für The First Verse
- 2005: Nominierung für einen Lambda Literary Award für The First Verse

## Werke (Auswahl)
- The First Verse. A Novel, Carroll & Graf 2005, ISBN 0-7867-1513-8
  - dt.: Die Poeten der Nacht. Roman, üb. von Bettina Stoll. Aufbau, Berlin 2008, ISBN 3-351-03222-6
- Family and the Modern Novel (unveröffentlicht)